# 哈倫基
49°58′19″N 34°11′9″E / 49.97194°N 34.18583°E
哈倫基（烏克蘭語：Харенки），是烏克蘭中部的村莊，隸屬波爾塔瓦州的米爾霍羅德區。該村分別距離諾西和波爾斯卡利夫卡1.5公里、米海利基2公里，海拔高度162米，2001年人口168。